# Lízin let do nebe (Simpsonovi)
Lízin let do nebe (v anglickém originále Lisa's Substitute) je 19. díl 2. řady (celkem 32.) amerického animovaného seriálu Simpsonovi. Scénář napsal Jon Vitti a díl režíroval Rich Moore. V USA měl premiéru dne 25. dubna 1991 na stanici Fox Broadcasting Company a v Česku byl poprvé vysílán 8. října 1993 na stanici ČT1.

## Děj
Lízina učitelka, slečna Hooverová, oznámí třídě, že má boreliózu a bere si dovolenou, takže ji nahradí suplující učitel pan Bergstrom. 
Pan Bergstrom je oblečen jako kovboj a scéna se odehrává v Texasu roku 1830. Dodá, že na jeho kostýmu jsou tři věci špatně, a kdo je uhodne, vyhraje jeho klobouk. Líza uvádí, že na jeho opasku je napsáno „Stát Texas“, ale Texas byl státem až v roce 1845, revolver byl vynalezen až v roce 1835 a že pan Bergstrom je zřejmě židovského původu, ale žádní židovští kovbojové neexistovali. Pan Bergstrom je ohromen Lízinými znalostmi a odmění ji svým kovbojským kloboukem a také dodá, že měl ještě na ruce digitální hodinky. Díky jeho neortodoxním vyučovacím metodám a přátelské povaze se do něj Líza začne tak trochu zamilovávat. Líza na pana Bergstroma narazí v muzeu a je v rozpacích, když Homer projeví své neznalosti. Pan Bergstrom cítí v jejich vztahu prázdnotu, vezme si Homera stranou a navrhne mu, aby byl pozitivnějším vzorem. 
Na Margin návrh pozve Líza pana Bergstroma na večeři k nim domů, ale je zdrcená, když zjistí, že slečna Hooverová je zpátky a pan Bergstrom pryč. Spěchá do jeho bytu a dozvídá se, že přijal novou práci v Capital City. Spěchá na nádraží a přiznává, že bez něj bude ztracená. Pan Bergstrom jí odpoví, že život suplujícího učitele je pomíjivý a on musí pomáhat těm potřebnějším. Napíše jí vzkaz a řekne jí, že kdykoli se bude cítit sama, jeho obsah je vše, co potřebuje vědět. Nastoupí do vlaku a odjíždí. Líza lístek otevře, stojí na něm: „Jsi Líza Simpsonová.“. 
Mezitím se Bartova třída připravuje na volbu předsedy třídy. Paní Krabappelová nominuje Martina, zatímco Sherri a Terri nominují Barta. Během debaty s Martinem Bart vypráví vtipy a získá třídu na svou stranu. S jistotou Bartova vítězství nikdo z dětí ve třídě – včetně Barta – nehlasuje, a tak Martin zvítězí o pouhé dva hlasy. 
Líza, zdrcená odchodem pana Bergstroma, si vybije smutek na necitlivém Homerovi a nazve ho paviánem. Marge řekne Homerovi, aby Lízu utěšil, a vysvětlí jí, jak je jejich dcera zraněná a potřebuje otce. Homer se Líze svěří, že si nedokáže představit, co prožívá, protože nikdy nikoho výjimečného neztratil, a povzbudí ji napodobováním opice. Líza se mu omluví, že ho nazvala paviánem. Když Homer najde Barta, jak se rozčiluje nad výsledkem voleb, utěšuje ho tím, že být prezidentem třídy by znamenalo práci navíc s malou odměnou. Nakonec prochází kolem Maggiina pokoje a vloží jí do úst dudlík. Ten večer jde Homer spokojeně spát s Marge a říká, že je „na největší vlně“ svého života.

## Produkce
Díl napsal Jon Vitti a režíroval jej Rich Moore. Podle Vittiho se producent Simpsonových James L. Brooks podílel na této epizodě více než na kterékoli jiné v historii seriálu. Vitti řekl, že epizoda byla v době vzniku „velmi kontroverzní“, protože „přišla ve chvíli, kdy si štáb teprve začínal uvědomovat komediální potenciál seriálu, ale my jsme byli v pasti těch milostných příběhů, a zrovna když štáb začínal být frustrovaný z milostných příběhů, přišel Lízin let do nebe: největší, nejobjímavější, nejvřelejší a nejhřejivější ze všech“.
Pan Bergstrom byl vytvořen podle fyzického vzhledu Mika Reisse, dlouholetého scenáristy a producenta seriálu. Hlas panu Bergstromovi propůjčil americký herec Dustin Hoffman. Hoffman si v té době nebyl jistý, zda chce být ztotožňován s kresleným seriálem, jako mnoho prvních hostujících hvězd Simpsonových, a proto v závěrečných titulcích použil pseudonym Sam Etic. Sam Etic je slovní hříčka se slovem semitský, která naráží na skutečnost, že Hoffman i pan Bergstrom jsou Židé. Pseudonym navrhl Brooks a Hoffmanovi se okamžitě zalíbil. Dabéři seriálu odletěli do New Yorku, aby epizodu s Hoffmanem natočili, a režíroval je James L. Brooks. Yeardley Smithová, která propůjčila hlas Líze, uvedla, že po tehdejší práci s Hoffmanem herecky vyrostla. Scenárista Simpsonových Al Jean řekl, že si vzpomíná, že když se vrátila zvuková stopa epizody, Hoffmanův hlas byl ve zpívaných částech příliš nízký. Štáb byl „zkamenělý“, že by se zpívané scény neobjevily ve vysílání, a tak nechal Hoffmana, aby je znovu nahrál, když byl v Los Angeles. Vitti poznamenal, že vzkaz, který Líza dostane na konci epizody, měl mít na konci vykřičník.

## Kulturní odkazy
Paní Krabappelová, která se snaží svést pana Bergstroma, je odkazem na podobnou situaci ve filmu Absolvent z roku 1967, kde Hoffman předčítá třídě verše z románu Šarlotina pavučinka z roku 1952. Je naznačeno, že tato věta je koncem knihy, ale ve skutečnosti následuje další kapitola. Vitti řekl, že nemohou uvést více než řádek z knihy, aniž by byli zažalováni. Štáb kontaktoval příbuznou autorky E. B. Whiteové, ale ta použití knihy nepovolila. Když Líza přijde do bytového domu pana Bergstroma, je vidět seznam nájemníků. Jedno ze jmen je J. Vitti, pro scenáristu epizody Jona Vittiho, a další J. Kamerman, pro tehdejší animátorku Jen Kamermanovou. Když Bart nečekaně prohraje s Martinem v souboji o post prezidenta třídy, je pořízen obrázek Martina držícího výtisk Deníku The Daily Fourth Gradian s titulkem „Simpson poráží Prince“, jenž se následně ocitne na titulní straně téhož deníku pod titulkem „Prince poráží Simpsona“. Jedná se o odkaz na slavnou fotografii bývalého prezidenta Harryho S. Trumana držícího výtisk předčasně vytištěného vydání deníku Chicago Tribune, který hlásal „Dewey poráží Trumana“, pořízenou den po jeho nečekaném vítězství nad Thomasem E. Deweym v roce 1948. Český název dílu Lízin let do nebe je shoduje s československým filmem z roku 1937.

## Přijetí
V původním vysílání skončil díl v týdnu od 22. do 28. dubna 1991 na 43. místě v žebříčku sledovanosti dle Nielsenu s ratingem 11,1, což odpovídá přibližně deseti milionům domácností. Byl to nejlépe hodnocený pořad na stanici Fox v tomto týdnu.
Po odvysílání epizoda získala pozitivní hodnocení televizních kritiků, přičemž Hoffmanův výkon byl kritikou chválen. Autoři knihy I Can't Believe It's a Bigger and Better Updated Unofficial Simpsons Guide, Warren Martyn a Adrian Wood, uvedli: „Navzdory scénickému výkonu paní Krabappelové je to Lízina show. Poslední vzkaz pana Bergstroma pro Lízu je rozkošný a dotváří skvělou epizodu.“. Bývalý blogger TV Squad Adam Finley označil Lízin let do nebe za jednu ze svých čtrnácti nejdojemnějších epizod Simpsonových a správce The Simpsons Archive Jouni Paakkinen vyhodnotil epizodu jako svou třetí nejoblíbenější.
Colin Jacobson z DVD Movie Guide uvedl, že díly s Lízou „mají tendenci být pitomé“, ale Lízin let do nebe se zdál být „dobrou podívanou“. Dále uvedl: „Seriál nabídl mnoho dalších dobrých momentů a pomohl elegantně rozšířit vztah mezi Lízou a Homérem. Bartova volební podzápletka prorazila jakoukoli sentimentalitu, která by jinak mohla nastat. (…) Lízin let do nebe nabídl poměrně solidní program.“. Emily VanDerWerffová z časopisu Slant Magazine vybrala díl jako druhou nejlepší epizodu seriálu a ocenila jeho emoce a Hoffmanův výkon.
Hoffman byl chválen za své hostování v roli pana Bergstroma. Časopis Entertainment Weekly jej označil za jeden ze šestnácti nejlepších hostujících výstupů v Simpsonových. V roce 2007 Simon Crerar z The Times zařadil jeho výkon mezi 33 nejvtipnějších cameí v historii seriálu. Nathan Ditum z Total Filmu označil odkaz na Absolventa za dvacátý nejlepší filmový odkaz v historii seriálu a Hoffmanův výkon za šestnáctý nejlepší hostující výstup v historii seriálu.
Lízin let do nebe se dočkal pozitivního hodnocení i od herců a štábu pořadu. Bartova dabérka Nancy Cartwrightová uvedla, že je to jedna z jejích tří nejlepších epizod, spolu s díly Bart prodává duši a Bart v úloze matky. Scenárista Al Jean uvedl, že tato epizoda je jeho nejoblíbenější sentimentální epizodou. Yeardley Smithová, dabérka Lízy, se zmínila, že tento díl patří mezi její nejoblíbenější epizody Simpsonových vůbec, a Dan Castellaneta, hlas Homera, jej označil za svou nejoblíbenější epizodu seriálu spolu s díly Homerova dobrá víla a Homer kacířem. Vedoucí producent James L. Brooks uvedl, že podle něj Lízin let do nebe vyniká tím, že je to „nejlepší díl Simpsonových“ s poselstvím. Dlouholetý režisér Mark Kirkland označil tuto epizodu na Redditu za svou nejoblíbenější. Když se Simpsonovi začali v roce 2019 streamovat na Disney+, bývalý scenárista a výkonný producent Simpsonových Bill Oakley díl označil za jednu z nejlepších klasických simpsonovských epizod, které lze na této službě sledovat.